# Gran Turismo (album)
Gran Turismo è il quarto album in studio dei The Cardigans, pubblicato nel 1998.

## Tracce
1. Paralyzed (Nina Persson, Peter Svensson) – 4:54
2. Erase/Rewind (Persson, Svensson) – 3:35
3. Explode (Persson, Svensson) – 4:04
4. Starter (Persson, Svensson) – 3:49
5. Hanging Around (Persson, Svensson) – 3:40
6. Higher (Persson, Svensson) – 4:32
7. Marvel Hill (Persson, Magnus Sveningsson, Svensson) – 4:16
8. My Favourite Game (Persson, Svensson) – 3:36
9. Do You Believe (Persson, Svensson) – 3:19
10. Junk of the Hearts (Persson, Sveningsson, Svensson) – 4:07
11. Nil (Lars-Olof Johansson) – 2:18

## Gran Turismo Overdrive
Gran Turismo Overdrive è un EP dei The Cardigans, pubblicato nel 1999 e include My Favourite Game, Erase/Rewind, Higher, Hanging Around e Junk of the Hearts remixati da Nåid (Martin Landquist) e Magnus Koch.